# Bohemund IV av Antiokia
Bohemund IV av Antiokia, död 1233, var greve av Tripolis och furste av Antiokia. Han var son till Bohemund III av Antiokia och far till Bohemund V av Antiokia.
Bohemund blev 1187 greve av Tripolis, och gjorde redan före faderns död anspråk på hertigdömet Antiokia, men erhöll det först 1219. Bohemund tog livligt del i korstågsstriderna i området.